# Real Cédula de Gracias

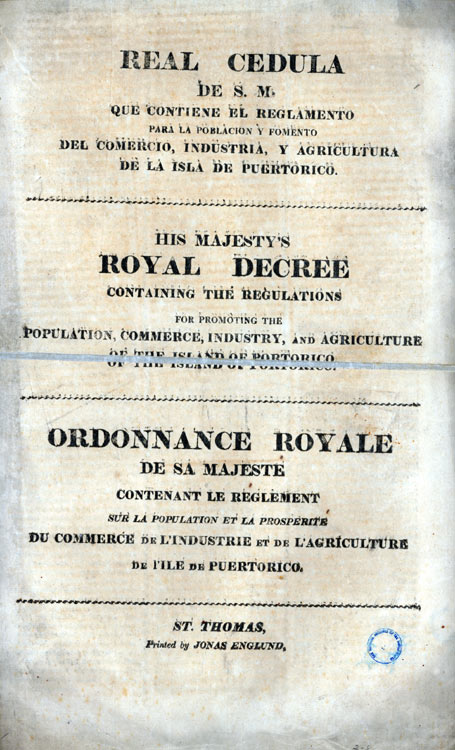
Documentos Originales, Real Cédula de Gracia

El 10 de agosto de 1815, el rey Fernando VII de España aprobó el Real Decreto español de las Gracias (Real Cédula de Gracias), que concedió a Cuba y Puerto Rico el derecho a tener relaciones comerciales con los países que estaban en buena posición con España, y la tierra libre y privilegios especiales a cualquier español que estuviera dispuesto a trasladarse y establecerse en esos territorios.Tras los hechos acontecidos en Haití, donde los negros tomaron el poder la corona empieza a buscar formas de limitar la preponderancia de la raza negra en las Islas. Con la aplicación  de este real decreto quedaron derogadas todas las leyes y disposiciones legales que limitaban la entrada de extranjeros a las islas con la sola condición de ser católicos de la raza blanca y tener un oficio conocido. 
Puerto Rico había permanecido, básicamente, económicamente subdesarrollado hasta 1830, cuando los inmigrantes de las provincias españolas de Cataluña, Mallorca y las Islas Canarias y de otros territorios europeos, principalmente de Francia, Córcega e Italia, empezaron a llegar y poco a poco desarrollar el café, la caña de azúcar y plantaciones de tabaco. En España se habían aprobado anteriormente otros decretos, como el Decreto de las Gracias de 8 de septiembre de 1777 en lo que respecta a Venezuela y el Decreto de Gracias de 1789, que otorgaba a sus súbditos el derecho a comprar esclavos y para participar en el próspero negocio de esclavos comerciales en el Caribe.